# Митрополия Западной и Южной Европы
Митропо́лия За́падной и Ю́жной Евро́пы (рум. Mitropolia Ortodoxă Română a Europei Occidentale și Meridionale) — автономная митрополия Румынской Православной церкви, объединяющая епархии Румынского патриархата во Франции, Швейцарии, Испании, Португалии, Италии, Великобритании, Ирландии, Исландии, Голландии и Бельгии.

## История
5 июля 2001 года Архиепископия Западной и Южной Европы была возведена в ранг митрополии и стала именоваться Митрополией Западной и Южной Европы. 21 октября 2001 года состоялась митрополит Иосифа (Попа) интронизация как митрополита Западной и Южной Европы.
1 августа 2004 года в составе митрополии образован Викариат Италии под руководством епископа Силуана (Шпана), который решением Священного Синода Румынского Патриархата от 21 июня 2007 года был преобразован в отдельную Итальянскую епархию, вошедшую в состав Митрополии Западной и Южной Европы.
22 октября 2007 года решением Священного Синода Румынской православной церкви Испания и Португалия отошли к новоучреждённой Испанской и Португальской епархии, которая вошла в состав Митрополии Западной и Южной Европы.

## Административное устройство
Митрополия обладает автономным статусом в составе Румынской церкви. На 2025 год в неё включают 5 епархий:
- Западно-Европейская архиепископия
- Великобританская архиепископия (включая Северную Ирландию)
- Итальянская епархия
- Испанская и Португальская епархия
- Ирландская и Исландская епархия

Руководящий орган митрополии — Митрополичий синод, в который, кроме митрополита Иосифа (Попа), входят все епархиальные правящие и викарные архиереи.
Наравне с румынскими приходами в состав митрополии входят франкофонные приходы, несколько монастырей и ассоциаций.

## Управляющие
- Иосиф (Поп) (c 5 июля 2001 года)